# Markgraafschap Meißen
Het markgraafschap Meißen was een historisch grondgebied ten tijde van het Heilige Roomse Rijk. Het gebied viel grotendeels samen met de huidige deelstaat Saksen. Het was naast Landsberg een van de twee stamlanden van het Saksische vorstenhuis Wettin.

## Heersers

### Brokstuk van de Saksische Oostmark
Volgens verouderde geschiedschrijving zou markgraaf Gero tot 946 een uitgestrekt gebied leiden in het oosten van het huidige Duitsland, in opdracht van koning Otto I. Latere geschiedschrijvers stelden dit ter discussie. In 946 werd dit gebied in een aantal markgraafschappen verdeeld. Mogelijk ontstond toen reeds de mark Meißen, maar pas in 1046 werd de mark Meissen, gelegen aan de rivier de Elbe, vermeld na de dood van markgraaf Ekkehard II. Van 1046 tot 1067 regeerden er markgraven uit het huis Weimar-Orlamünde en van 1067 tot 1088 markgraven uit het huis der Brunonen.
Nadat markgraaf Ekkebert II in 1088 was afgezet, werd Hendrik I van Eilenburg markgraaf. Hendrik behoorde tot het huis Wettin, dat tot 1918 in het bezit van het markgraafschap zou blijven. Hendrik was sinds 1081 markgraaf van de Oostmark, die later markgraafschap Neder-Lausitz genoemd zou worden.
Na de kinderloze dood van markgraaf Albrecht de Trotse in 1195, verenigde keizer Hendrik VI het markgraafschap met het rijksbezit om Altenburg. Na de dood van de keizer in 1197 keerde de broer van de laatste markgraaf, Diederik van Meißen, terug van een militaire expeditie onder leiding van de Rooms-Katholieke kerk, later kruistocht genoemd,  en nam gebruik en bestuur van het land weer over. Markgraaf Diederik organiseerde het lokale bestuur in voogdijen, waardoor de burggraven veel van hun macht verloren. In 1210 werd de markgraaf beleend met de mark Lausitz en na het uitsterven van de zijlinie in Groitzsch werden de graafschappen Landsberg, Eilenburg en Rochlitz-Groitzsch verworven.

### Verenigd met Thüringen
Na de dood van Diederik in 1221 werd zijn driejarige zoon Hendrik markgraaf van Meißen en van de Oostmark. Regent werd zijn oom landgraaf Lodewijk IV van Thüringen. In 1230 werd de markgraaf meerderjarig en nam hij de regering in handen. Onder zijn bewind bereikte het gebied een omvang die nog niet eerder was opgetreden door de verwerving in 1247 van het landgraafschap Thüringen en het Paltsgraafschap Saksen. Daarbij erfde hij niet het gehele landgraafschap Thüringen: een deel werd afgestaan aan Hendrik III van Brabant, waardoor het landgraafschap Hessen ontstond. De markgraven waren nu in het bezit van vier rijksvorstendommen: markgraafschap Meißen, Oostmark, landgraafschap Thüringen en paltsgraafschap Saksen.
Het huwelijk van de latere markgraaf Albrecht in 1254 met Margaretha, de dochter van keizer Frederik II leverde het pandbezit op van het Pleißenland met Altenburg, Zwickau en Chemnitz. Omdat dit pand nooit werd ingelost, betekende dit het einde van de rijkslanden Pleißenland, Vogtland en Egerland.
Door delingen werd het gebied in de daarop volgende jaren sterk verzwakt. In 1301 werd de Neder-Lausitz verkocht aan het aartsbisdom Maagdenburg, waarna deze mark met het koninkrijk Bohemen werd verenigd. Na een militaire overwinning in 1307 bij Lucka kwam er een eind aan de neergang van het markgraafschap. In 1310 werd markgraaf Frederik I door keizer Hendrik VII beloond met het markgraafschap Meißen en het landgraafschap Thüringen en sindsdien deden de keizers geen pogingen meer om de gebieden zelf in handen te krijgen. Na de Vogtlandse Oorlog van 1354 tot 1359 moesten de voogden van Weida, Gera en Plauen zich aan de markgraaf onderwerpen.

### Meissen wordt Saksisch keurvorstendom
Na het uitsterven van de hertogen van Saksen-Wittenberg in 1423 droeg koning Sigismund als beloning voor steun in de Hussitische Oorlogen het hertogdom Saksen-Wittenberg, het paltsgraafschap Saksen, het graafschap Brehna en het burggraafschap Maagdenburg over aan markgraaf Frederik IV. Met het hertogdom is de keurvorstelijke waardigheid en het rijksvicariaat in een deel van Duitsland verbonden. De markgraaf noemde zich voortaan keurvorst Frederik I van Saksen van het huis Wettin. In 1482 waren na het uitsterven van de zijtak in Thüringen alle gebieden van het huis Wettin weer herenigd.

### Twee vorstendommen Saksen
De Deling van Leipzig in 1485 zou de Saksische landen voorgoed verdelen:
- Ernst van Saksen kreeg het keurvorstendom met het hertogdom Saksen-Wittenberg en het zuidelijk deel van Thüringen
- Albrecht kreeg het grootste deel van het markgraafschap Meißen en het noordelijk deel van Thüringen. Dit laatste vorstenhuis wordt de Albertijnse linie genoemd van het Huis Wettin.

Na de nederlaag van de keurvorst in de Schmalkaldische Oorlog in 1547 tegen keizer Karel V veranderde de verdeling van Saksen ingrijpend. Het keurvorstendom en het hertogdom Saksen-Wittenberg kwamen aan de linie van Albrecht, zodat het oude markgraafschap definitief onderdeel werd van het keurvorstendom Saksen, dat later uitgroeide tot het koninkrijk Saksen.

## Nijverheid, wetenschap, cultuur
Tussen 1162 en 1170 liet markgraaf Otto II van Meißen aan het riviertje de Münzbach grote stukken land ontbossen en stichtte er landbouwnederzettingen voor het Rooms-Katholieke klooster Altzella. Toen daar zilvererts werd gevonden, lokte Otto mensen naar het markgraafschap door nieuwe bewoners feodale vrijheidsrechten te geven, als burger en als mijnwerker. Iedereen kon tegen betaling een vergunning krijgen om zilver te delven, de bergbouwvrijheid. Het zilver dat werd gevonden en bewerkt, mocht alleen worden verkocht aan een bank van de graaf. Hier kwamen erg veel mensen op af en in hun kielzog handelaren, handwerkers als timmerlui, smeden en bakkers, leraren en boeren. Het kleine Christiansdorf ontwikkelde zich in 20 jaar tot een stad op de vrije berg, de stad Freiberg.
Er ontwikkelde zich gewoonterecht voor de stad en voor de mijnwerkbouw, het ius Fribergensis, dat voor het eerst wordt genoemd in 1233 en in 1307 op schrift werd gesteld. Deze vroege plaatselijke wetgeving werd van groot belang voor de hele regio van het Ertsgebergte.
Ook aand de plaats Leipzig werden stadrechten verleend en het marktrecht, omstreeks 1265, waarna het zich tot een belangrijk handelscentrum ontwikkelde.
Zo haalden de heren van Meißen en later de Keurvorsten van Saksen, heel wat inkomsten uit de mijnbouw en van de steden, de burgers leefden er in relatieve welvaart.